# Li Si
Li Si o Li Ssu (280 aC., Chu - 208 aC., Shaanxi), originari del país de Chu, situat en gran part de l'actual Hubei va ser un cal·lígraf, filòsof i polític xinès de la dinastia Qin. Va servir com a canceller del 246 al 208 aC, primer sota el rei Zheng de l'estat de Qin, que més tard es va convertir en Qin Shi Huang, el Primer Emperador de la dinastia Qin. Després va servir sota Qin Er Shi, el divuitè fill de Qin Shi Huang i el segon emperador. Pel que fa als mètodes administratius, es diu que Li Si va admirar i utilitzar les idees de Shen Buhai, fent referència repetidament a la tècnica de Shen Buhai i Han Fei, però pel fa a la llei va seguir Shang Yang.
John Knoblock, traductor de textos clàssics xinesos, considerava Li Si una de les dues o tres figures més importants de la història xinesa; Li Si va ajudar l'emperador a unificar les lleis, les ordenances governamentals, els pesos i les mesures, i va estandarditzar els carros, els carros i els caràcters utilitzats per escriure... [facilitar] la unificació cultural de la Xina. Va crear un govern basat únicament en el mèrit, de manera que a l'Imperi no s'ennobliaven els fills i els germans menors del clan imperial, sinó els ministres meritoris, i pacificava les regions frontereres sotmetent els bàrbars al nord i al sud. Va fer que les armes dels estats feudals fossin i fossin en campanes musicals i grans estàtues humanes, i va relaxar els impostos i els càstigs draconians heretats de Shang Yang.

## Biografia
Li Si era originari de Cai a l'estat de Chu. De jove va ser un funcionari menor de l'administració local de Chu. Segons els Registres del Gran Historiador, un dia Li Si va observar que les rates de les latrines estaven brutes i amb gana, però les rates del graner estaven ben alimentades. De sobte es va adonar que no hi ha un estàndard establert per a l'honor, ja que la vida de cadascú és diferent. Els valors de les persones estan determinats pel seu estatus social. I com les rates, l'estatus social de les persones sovint depèn exclusivament dels esdeveniments de la vida aleatoris que els envolten. de sempre estar restringit per codis morals, la gent hauria de fer el que cregués millor en aquest moment. Va decidir dedicar-se a la política com a carrera, que era una opció habitual per als estudiosos que no pertanyien a una família noble durant el període dels Estats Combatents.
Li Si no va poder avançar en la seva carrera a Chu. Creia que no aconseguir res a la vida mentre era tan intel·ligent i educat portaria vergonya no només a ell, sinó a tots els estudiosos. Després d'haver acabat la seva educació amb el famós pensador confucià Xunzi, es va traslladar a l'estat de Qin, l'estat més poderós d'aquella època per intentar avançar en la seva carrera política.

### Carrera a Qin
Va entrar a la cort imperial el 247 gràcies a Lü Buwei i a qui va succeir com a Gran Conseller de Qin Shi Huang, primer emperador de la dinastia Qin de la Xina, que va utilitzar les idees de Han Fei per fer de Qin el primer imperi xinès centralitzat.
Va tenir l'oportunitat de parlar amb Ying Zheng, que més tard es convertiria en el primer emperador d'una Xina unificada, Qin Shi Huang. Li Si va expressar que l'estat de Qin era extremadament poderós, però unir la Xina encara era impossible si els altres sis estats s'unien per lluitar contra Qin. Qin Shi Huang va quedar impressionat per la visió de Li Si sobre com unificar la Xina. Després d'haver adoptat la proposta de Li Si, el governant de Qin va gastar generosament per atraure intel·lectuals a l'estat de Qin i va enviar assassins per matar erudits importants en altres estats.

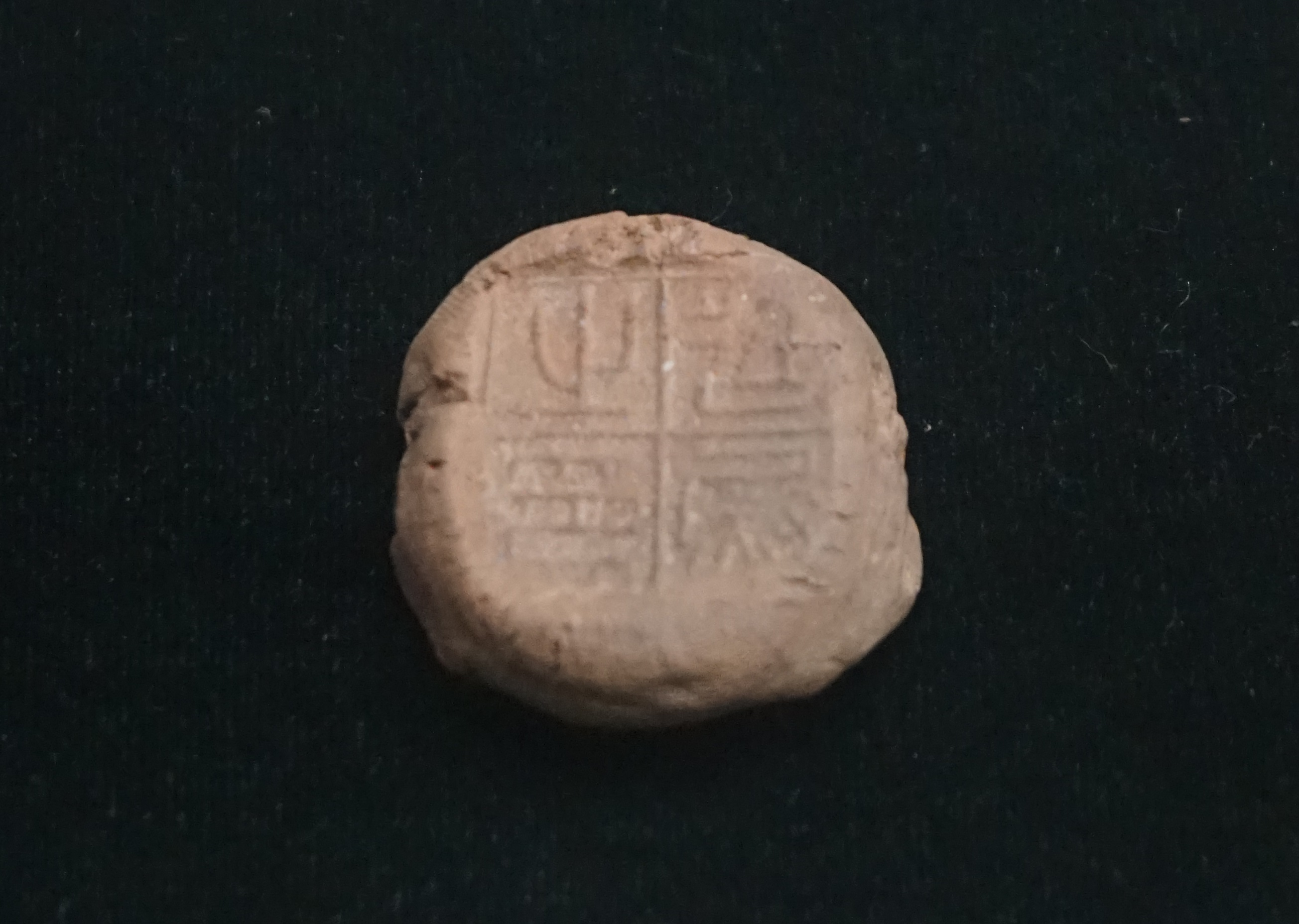
Segell de Tingwei. Tingwei era l'oficial a càrrec del poder judicial, Li Si va ser batejat Tingwei de Qin després de l'incident d'expulsió dels oficials convidats.

El 237 aC una camarilla de la cort Qin va instar el rei Zheng a expulsar tots els estrangers de l'estat per evitar l'espionatge. Com a nadiu de Chu, Li Si seria un objectiu de la política, així que va recordar al rei explicant els molts beneficis dels estrangers a Qin, incloses les noies sensuals de Zhao. El rei va cedir i, impressionat amb la retòrica de Li Si, el va promocionar. El mateix any, es diu que Li Si va instar el rei Zheng a annexionar-se l'estat veí de Han per tal d'intimidar els altres cinc estats restants. Li Si també va escriure el Jianzhuke Shu (Petició contra l'expulsió dels oficials convidats) l'any 234 aC. Han Fei, un membre de l'aristocràcia de l'estat de Han, va ser reclamat pel rei Han per anar a Qin i resoldre la situació a través de la diplomàcia. Li Si, que envejava l'intel·lecte d'Han Fei, va persuadir el rei Qin que no podia tornar a enviar Han Fei (ja que la seva habilitat superior seria una amenaça per a Qin) ni contractar-lo (ja que la seva lleialtat no seria cap a Qin). Com a resultat, Han Fei va ser empresonat i l'any 233 Li Si el va convèncer de suïcidar-se prenent verí. L'estat de Han va ser conquerit més tard el 230.
Li va proposar un nou model d'organització administrativa de l'Estat Qin. Va dividir el país en trenta-sis regions administratives -jun- (郡), dividies en districtes -xian-. El govern de cada regió estava format per un triumvirat: el governador civil -taishou-(太守), un agent policial - tawei- (太尉) i un inspector imperial -jianyu shi- (监狱 史). En matèria de defensa va abolir les antigues fortificacions entre els diferents regnes, va conservar part de les fortificacions del nord, que unides van formar la que es pot considerar la primera Gran Muralla.
Després que Qin Shi Huang es convertís en emperador, Li Si el va persuadir de suprimir la dissidència intel·lectual. Li Si creia que els llibres sobre coses com la medicina, l'agricultura i la profecia es podien ignorar, però els llibres polítics eren perillosos en mans públiques. Va ser difícil avançar i canviar el país amb l'oposició de tants estudiosos del lliure pensament. Com a resultat, només l'estat hauria de mantenir els llibres polítics, i només les escoles administrades per l'estat haurien de poder educar politòlegs. El mateix Li Si va redactar l'edicte que ordenava la destrucció dels registres històrics i de la literatura l'any 213 aC, inclosos els textos clau confucians, que considerava perjudicials per al benestar de l'estat. Es creu comunament que 460 erudits confucians van ser enterrats vius en la coneguda  Crema de llibres i enterrament d'intel·lectuals.

## Mort
Quan Qin Shi Huang va morir mentre estava lluny de la capital, Li Si i el cap eunuc Zhao Gao van suprimir l'elecció del successor del difunt emperador, que era Fusu. En aquell moment Fusu era molt amic de Meng Tian. Si Fusu es convertia en el següent emperador, hi havia una gran possibilitat que Meng Tian substituís Li Si com a primer ministre. Tement una pèrdua de poder, Li Si va decidir trair el mort Qin Shi Huang. Li Si i Zhao Gao van enganyar a Fusu perquè se suïcidés i van instal·lar un altre príncep, Qin Er Shi (229–207 aC), en el seu lloc. Durant les tumultuoses conseqüències, Zhao Gao va convèncer el nou emperador perquè instal·lés els seus seguidors en posicions oficials. Quan la seva base de poder estava prou segura, Zhao Gao va trair Li Si i el va acusar de traïció. Qin Er Shi, que considerava a Zhao Gao com el seu professor, no va qüestionar la seva decisió. Zhao Gao va fer torturar a Li Si fins que va admetre el crim i fins i tot va interceptar una carta de súplica que havia enviat a l'emperador. L'any 208 aC., Zhao Gao va fer sotmetre Li Si als Cinc Càstigs i executar mitjançant un tall de cintura en un mercat públic i també va exterminar tota la seva família fins al tercer grau. Sima Qian registra les últimes paraules de Li Si al seu fill com a: «M'agradaria que tu i jo poguéssim agafar el nostre gos marró i sortir per la porta de l'est de Shang Cai per perseguir la llebre astuta. Però com ho podríem fer?»

## Llegat
Creient en un sistema altament burocràtic, Li Si va ser fonamental per a l'eficiència de Qin i l'èxit de la seva conquesta militar. També va ser fonamental per sistematitzar les mesures estàndard i la moneda a la Xina postunificada. A més, va ajudar a sistematitzar la llengua xinesa escrita promulgant com a estàndard imperial la petita escriptura de segell que ja s'havia fet servir a Qin. En aquest procés, es van proscriure els glifos variants dins de l'escriptura Qin, així com les escriptures variants de les diferents regions que havien estat conquerides. Això va tenir un efecte unificador en la cultura xinesa durant milers d'anys. Li Si també va ser l'autor del Cangjiepian, el primer manual en llengua xinesa del qual encara existeixen fragments.
Seguidor de les idees legistes de Han Fei i de Shang Yang va ser un acèrrim enemic tant del tradicionalisme confucianista com de l'evolucionisme taoista, la seva ordre de crema de tots els llibres històrics de l'imperi l'any 213 aC el va fer receptor de l'oprobi de les futures generacions d'erudits confucians. L'episodi de l'execució de 460 savis enterrats vius va representar el rebuig de la classe dels lletrats per part del primer emperador del regne i en conjunt de la repressió es representa per una frase en quatre caràcters fen shu, keng ru 焚書坑儒 (crema de llibres i enterrament d'intel·lectuals).

## Cultura popular
- Li Si s'esmenta en la novel·la d'Elías Canetti, Auto-da-fé (1935).
- Li Si és una de les 32 figures històriques que apareixen com a personatges especials en el videojoc Romance of the Three Kingdoms XI  per Koei.
- Li Si apareix en el popular manga Kingdom de Yasuhisa Hara.
- Li Si és un dels personatges destacats de la novel·la El primer emperador i la reina Lluna, de Jordi Cussà (2020).